# Tony Flygare
Tony Alexander Flygare, född 6 januari 1981 i Malmö, är en svensk före detta fotbollsspelare. Han spelade 30 pojk- och juniorlandskamper för Sverige.
Flygare, med rötter i Bosnien och Makedonien, spelade i sina yngre år för Malmö FF. Han ansågs då av vissa vara bättre än den jämnårige lagkamraten Zlatan Ibrahimović. Efter att Flygare missat en viktig straffspark mot Halmstad den 21 september 1999, vilket ledde till förlust i matchen, flyttades Malmö ned till Superettan och Flygare fick spela för ungdomslaget istället.
Flygare fick inte sitt kontrakt med Malmö FF förlängt och har sedan dess provspelat och spelat för en mängd olika klubbar, bl.a. Assyriska FF, Luleå FF, GAIS, Genoa, Stoke, FC Nordsjælland (då Farum BK), Wehen, Bunkeflo, Rosengård (då MABI), Velebit i division 3, Husie och Prespa Birlik, bägge i division 5, BW 90 i division 4, samt Degerfors.
2014 släppte Flygare en självbiografi med titeln En gång var jag större än Zlatan.

## Fotnoter
1. ↑  transfermarkt.com, transfermarkt.com spelar-ID: 172336, läst: 9 oktober 2017.[källa från Wikidata]
2. 1 2 3  ”Tony Flygare provspelar i Degerfors”. Arkiverad från originalet den 16 februari 2008. https://web.archive.org/web/20080216144058/http://www.svenskafans.com/fotboll/artikel.asp?id=199598. Läst 29 oktober 2009.
3. 1 2  ”DIF ska testa Tony Flygare”. Arkiverad från originalet den 18 april 2013. https://archive.is/20130418074316/http://www.nwt.se/article31582.ece. Läst 29 oktober 2008.
4. ↑  ”Tony Flygare mot nya höjder”. Arkiverad från originalet den 1 november 2007. https://web.archive.org/web/20071101025805/http://www.fotbollsverige.se/news_show_tony_flygare_mot_nya_hojder.html?id=219093. Läst 29 oktober 2009.
5. ↑  ”Tony Flygare till BW 90”. http://www.malmo.com/swedish/news_show.asp?newsID=107717. Läst 29 oktober 2009.[död länk]
6. ↑   En gång var jag större än Zlatan. Norstedts. 2014. ISBN 9789113048345. OCLC 900727335. https://www.worldcat.org/oclc/900727335